# Wurm Ferenc
Wurm Ferenc (1920 – 1980) magyar filatelista, bélyegkiadási irányító.
Már mint postaforgalmi szakosztályvezetőnek, a magyar bélyegek kiadásának irányítási tevékenységi köréhez tartozott. Később a Magyar Bélyeggyűjtők Országos Szövetségének (MABÉOSZ) országos vezetőségi tagjaként, majd alelnökeként, 1977-től egészen haláláig főtitkáraként munkálkodott.